# Hispasat 1C
El Hispasat 1C, posteriormente denominado como Hispasat 30W-3 y luego como Hispasat 84W-1, era un satélite de comunicaciones español operado por Hispasat. 
Fue construido por Alcatel Space basándose en el bus satelital Spacebus-3000B2. 
Fue lanzado el 3 de febrero de 2000 a las 23:30. El lanzamiento fue contratado por ILS y se utilizó un cohete Atlas IIAS desde el complejo SLC-36B de Cabo Cañaveral.
El satélite tenía una masa de 3.113 kg (6.863 lb) y una vida útil esperada de 15 años. La carga útil eran 24 transpondedores en Ku.
Después del lanzamiento y las pruebas en órbita, se colocó en la posición geoestacionaria 30° Oeste, desde donde proporcionaba servicios de televisión por satélite y telecomunicaciones a Europa y América.
En 2014, tras un acuerdo entre Hispasat y Star One, el satélite fue movido a la posición 84° Oeste y pasó a denominarse Hispasat 84W-1.
Finalmente, el 2 de junio de 2017, el satélite fue reorbitado a una órbita cementerio, tras una vida útil de 17 años.